# B'Sides Themselves
B'Sides Themselves è la prima raccolta del gruppo musicale britannico Marillion, pubblicata il 4 gennaio 1988 dalla EMI.

## Descrizione
Contiene tutte le b-side inedite presenti nei singoli pubblicati dal gruppo tra il 1982 e il 1987.

## Tracce
1. Grendel – 17:15
2. Charting the Single – 4:48
3. Market Square Heroes – 3:56
4. Three Boats Down from the Candy – 4:01
5. Cinderella Search – 4:21
6. Lady Nina – 3:43
7. Freaks – 4:04
8. Tux On – 5:12
9. Margaret (Live) – 12:17

## Formazione
Gruppo
- Fish – voce
- Steve Rothery – chitarra
- Pete Trewavas – basso
- Mark Kelly – tastiera
- Mick Pointer – batteria (tracce 1, 2 e 9)
- Ian Mosley – batteria (tracce 5-8)

Altri musicisti
- John Marter – batteria (tracce 3 e 4)

Produzione
- David Hitchcock – produzione (traccia 1)
- Nick Tauber – produzione (tracce 2, 3, 4 e 9)
- Simon Hanhart, Marillion – produzione (traccia 5)
- Chris Kimsey – produzione (tracce 6, 7 e 8)